# Saint-Éloi, Nièvre
Saint-Éloi là một xã của tỉnh Nièvre, thuộc vùng Bourgogne-Franche-Comté, miền trung nước Pháp.